# Presseurop
Presseurop.eu était un site web d'information multilingue sur des sujets européens, lancé en 2009, et dont l'activité a cessé le 20 décembre 2013 à la suite de l'arrêt de son financement par la Commission européenne. En 2017, le site est relancé sous le nom de Voxeurop.

## Histoire
Basé à Paris, Presseurop.eu est lancé en mai 2009 par un consortium de titres de presse européens : Courrier international (France), Internazionale (Italie), Polityka (Pologne) et Courrier Internacional (pt) (Portugal).
Le site est fermé le 20 décembre 2013, à la suite du non-renouvellement de ses financements par la Commission européenne. À la fois pour des raisons budgétaires, mais surtout du fait de plaintes quant à l'appel d'offres passé en juin 2013 pour une nouvelle campagne de financement du site. La teneur du cahier des charges, précisé dans l'appel d'offres, fait l'objet de critiques dans The Times, The Wall Street Journal, la Süddeutsche Zeitung puis l'International New York Times, et même du dépôt de plaintes à l'encontre de la Commission par l'Association de la presse internationale (API) et par l'Association des journalistes européens (AJE).
Une fois la décision prise par la Commission, tant l'API que l'AJE annoncent publiquement leur regret de cette décision, le « modèle » de Presseurop.eu étant plébiscité pour son « indépendance éditoriale ». Les principaux intéressés, les soixante-dix journalistes et collaborateurs du site, idemandent le maintien du site pour l'année des élections européennes de 2014, notamment par la voix du rédacteur en chef du site, Éric Maurice.
À la date du 20 décembre 2013, Presseurop a publié 1700 articles et cesse de publier.

## Ligne éditoriale
Presseurop.eu publie une sélection d'articles tirés de la presse européenne et internationale sur la politique, la société, l'économie, l'environnement, la culture et la perception de l'Union européenne dans le monde. Les articles sont traduits dans les dix langues - le tchèque, le néerlandais, l'anglais, le français, l'allemand, l'italien, le polonais, le portugais, le roumain et l'espagnol - dans lesquelles est décliné le site. Le site souhaitait traduire avec les 23 langues de l'Union européenne.
Les articles sont sélectionnés par une rédaction formée de journalistes, avec une liberté éditoriale totale, provenant de dix pays différents, qui sont également chargés de l'édition des articles traduits dans leur langue. Les articles sont traduits par une équipe de traducteurs professionnels.
Pour ce faire, Presseurop conclu des partenariats avec de nombreux journaux au sein de l'Union européenne ou aux États-Unis, tels que El País, The Economist, la Frankfurter Allgemeine Zeitung, The New-York Times, The Washington Post.
Quotidiennement, des articles sélectionnés et des dessins sont publiés parmi ceux publiés le jour-même ou la veille.
En 2009, Presseurop est consulté par 100 000 visiteurs uniques par mois. Le site comptait, en 2012, 600 000 visiteurs uniques par mois pour un objectif de 1,5 million de visiteurs uniques par mois.

## Financement
Cette section ne s'appuie pas, ou pas assez, sur des sources secondaires ou tertiaires indépendantes du sujet.

Pour l'améliorer, ajoutez-en, ou placez des modèles {{Source secondaire souhaitée}} ou {{Source secondaire nécessaire}} sur les passages mal sourcés. (mai 2023)
Presseurop.eu est initialement entièrement financé par la Commission européenne. Éditorialement indépendant, il faisait partie d'un projet de la Commission européenne visant à créer des réseaux d'information européens multilingues sur les principaux supports (internet, radio et télévision). La pérennité de ce projet est soutenue par le rapport rendu à la Commission européenne par le cabinet Deloitte de 2012.
Mais en 2014, la Commission européenne décide d'arrêter son financement[réf. nécessaire]. À la suite de la suppression de ce financement et après une période basée sur le bénévolat des équipes, Voxeurop s'est d'abord constituée en association. Puis en 2017, Voxeurop est devenue la première Société coopérative européenne (SCE), détenue par des sociétaires de 16 pays.